# 정윤회 문건 유출 사건
정윤회 문건 유출 사건은 박근혜 정부에서 정윤회가 정식 직위가 없는 비선 실세로서 국정에 개입한다는 의혹이 담긴 청와대 작성 문건이 세계일보와 박근혜의 동생인 박지만에게 유출된 사건이다.
2015년 1월 3일 검찰은 박관천 전 청와대 공직기강비서관실 행정관을 대통령기록물관리에관한법률위반, 공무상비밀누설, 공용서류은닉, 무고 혐의로 구속기소, 1월 5일 조응천 전 청와대 공직기강비서관을 대통령기록물관리에관한법률위반, 공무상비밀누설 혐의로 불구속 기소, 서울경찰청 정보분실 소속 경위 한○○를 방실침입·수색 및 공무상비밀누설 혐의로 불구속 기소했다.
정윤회 문건은 청와대 공직기강비서관실 행정관이었던 박관천에 의해 만들어졌고, 이후 유출되어 문건의 내용을 세계일보가 보도하였다. 이 문건은 정윤회와 청와대 비서관 등 10인이 매달 강남의 한 중식당에서 모임을 가지며 국정 운영을 논의했다는 내용을 담고 있었으며, 이 문건의 내용을 조사한 청와대와 검찰은 이 문건이 허위라고 결론 내렸으며, 검찰은 조응천 공직기강비서관과 박관천 전 공직기강비서관실 행정관에 의해 유출되었다며 두 사람을 기소했다.
이후 2016년, 정윤회의 전 배우자 최순실이 국정에 개입했다는 박근혜-최순실 게이트 사건이 발생했다. 청와대가 이 의혹을 보도한 세계일보의 사장을 교체시킨 혐의는 박근혜 대통령 탄핵 소추 사유에 포함되었다.

## 세계일보 정윤회 문건
2014년 11월 28일 세계일보의 김준모·조현일·박현준 기자는 <[단독] 정윤회 ‘국정 개입’은 사실>이라는 기사를 내보내며 정윤회가 이재만 대통령비서실 총무비서관, 정호성 대통령비서실 제1부속비서관, 안봉근 대통령비서실 제2부속비서관 등 청와대 내부 인사 6명, 정치권에서 활동하는 청와대 외부 인사 4명 등과 서울 강남권 중식당과 일식집 등에서 만나 청와대 내부 동향과 박근혜 정부 동향을 논의한 것으로 파악됐다고 보도했다. 세계일보는 이같은 내용은 11월 27일 입수한 청와대 내부 문건에 따른 것이라고 하였다. 이에 기사가 나온 11월 28일 이재만을 비롯한 대통령비서실 비서관, 행정관 8인은 허위사실 적시로 인한 명예훼손죄로 세계일보 기자 등을 검찰에 고소하였으며, 2014년 12월 3일 정윤회도 같은 이유로 검찰에 고소하였다.
세계일보가 입수한 청와대 문건에서는 강원도 홍천에 은거 중인 정윤회가 매월 2회 상경하여 강남 J중식당 등에서 안봉근, 김춘식 등으로부터 청와대 내부 동향, 정부 인사 동향 등을 보고받고 대통령의 국정 운영, 청와대 내부에 대한 자신의 의견 등을 안봉근에게 전달하여 시행토록 하고 있다고 기재되었다. 또한 문건에서는 정윤회가 정보지 관련자들을 만나 정보유포를 하라고 지시하였으며, 정윤회가 참석하는 모임 장소와 시간에 대한 연락과 준비는 모임의 막내인 김춘식이 담당한다고 작성되었다. 그러나 검찰 조사에서 정윤회 및 다른 고소인들은 서로 단체로든 개별적으로든 박근혜 정부 출범 이후 만난 사실이 없고, 이재만, 정호성, 안봉근 외의 고소인들은 정윤회와 전혀 모르는 사이라고 진술하였다. 검찰은 문건 내용의 진위 여부를 규명하기 위하여 문건에 기재된 J중식당의 대표 및 지배인을 조사하고, J중식당 전 지점의 예약장부 등 관련자료를 확보하여 분석하였다. 또한 검찰은 정윤회의 최근 1년간 통신내역을 포함해 고소인들의 업무용 및 본인 명의가입 휴대전화 전체에 대한 통신사실 자료를 회신받아 검찰 통합디지털증거분석시스템(IDEAS)을 이용하여 분석하였다. 검찰은 발신기지국 위치, 상호간 통신내역, 통화상관관계 분석 등을 조사하였으며, 차명전화 사용 가능성도 점검하였으나 정윤회는 이재만과 안봉근과 통화 시 본인 명의의 전화를 사용한 것으로 확인되었다. 수사 결과 정윤회 및 고소인 중 어느 누구도 J중식당을 방문한 사실이 없었고, 이재만과 안봉근이 시사저널과 세계일보에 정윤회 관련 보도가 나간 이후인 2014년 3월 24일 ~ 4월 3일 및 11월 24일 ~ 29일 정윤회와 수회 통화한 것을 제외하고는 정윤회와 고소인들간의 통화 사실이 전혀 없었다. 또한 발신기지국 위치상 정윤회와 고소인 중 일부가 모임을 가졌다고 볼 만한 정황도 발견되지 않았으며, 발신지 통화 내역으로 볼 때 정윤회의 거주지가 서울이었던 것으로 판단되며 홍천과 횡성에서 발신한 내역은 1년간 총 4회에 불과하여 정윤회 문건 내용 중 ‘현재 강원도 홍천 인근에서 은거 중인 것으로 알려져 있다’는 부분도 허위 사실로 확인되었다.
이와 같은 사실에 대해 문건 작성자인 박관천 대통령비서실 공직기강비서관실 행정관은 박동열 대전지방국세청장으로부터 들은 말을 그대로 문건에 기재하였다고 주장하였으며, 박동열은 ‘이정현이 다른 수석들과 사이가 좋지 않다, 김기춘 사퇴설이 있다’는 지라시 내용과 국세청 인사에 대한 개인적 소회 등을 말했을 뿐 비서실장 사퇴설 유포 지시 등 정윤회의 언동은 언급한 적이 없다고 진술하였다. 검찰 조사에서 정윤회가 대통령비서실장 사퇴를 지시하였다는 객관적인 증거는 발견되지 않았다.

### 문건 작성 경위
박동열 대전지방국세청장에게 정보담당 경찰관, 개인사업자 등 6명이 '증권가 지라시'와 풍문을 전달하였고, 조응천 대통령비서실 공직기강비서관은 박관천 공직기강비서관실 행정관에게 동향파악을 지시하였다. 이에 박관천은 박동열에게 관련 사실을 확인하였고, 박관천은 박동열로부터 전달받은 풍문과 정보를 정윤회의 언동으로 작성한 뒤 조응천에게 보고하였다. 검찰 조사에서 조응천은 2014년 말 무렵 대통령비서실장 또는 대통비서실 민정수석비서관으로부터 대통령비서실장 사퇴설의 경위를 파악해보라는 지시를 받은 것으로 기억한다고 주장했으나, 김기춘 대통령비서실장은 어느 누구에게도 이 같은 지시를 한 사실이 없다고 고소 대리인을 통해 진술하였으며, 홍경식 전 민정수석비서관 역시 비서실장으로부터 이런 지시를 받거나 자신이 조응천에게 지시한 사실이 없다고 진술하였다.

## 관련 사실

### 정윤회와 박근혜
정윤회는 1995년 최태민의 5녀 최순실 씨(1956년생)와 결혼했다가 1998년부터 15대 국회의원 박근혜 후보 입법보좌관을 지냈다. 2002년 박근혜 의원이 한국미래연합을 창당한 후에는 총재 비서실장을 역임했다. 2004년 박근혜 의원이 한나라당에 복당한 후에는 공식 직함이 없이 활동하였고, 2007년 한나라당 제17대 대통령후보 경선 시기 활동을 중단하고, 박근혜 당시 후보와도 연락을 끊은 것으로 알려졌다. 그는 2014년 중반 최순실과 이혼하였다.
정윤회에 대해서 2007년 대선 당시 한나라당 경선 때부터 박근혜가 대통령이 되면 정윤회를 비롯한 최태민 일가가 직권을 남용할지 모른다는 의혹이 제기된 바 있다.
민주당 안민석 의원은 2013년 열린 승마 국가대표 선발전에서 딸을 국가대표로 뽑히도록 하기 위해 승마협회에 압력을 넣었다는 의혹을 제기하였다. 이후 2014년 3월 시사저널은 정윤회가 대통령의 동생 박지만씨를 미행했다는 의혹을 제기하였었다.
2014년 4월 세월호 침몰 사고 발생 당일, 박근혜 대통령이 정윤회와 만났다는 주장을 산케이신문 가토 다쓰야 서울지국장이 칼럼을 통해 제기하였다. 산케이신문의 보도 직후 한국 보수단체에 의해 명예훼손 혐의 등으로 서울중앙지검에 칼럼을 쓴 산케이신문 서울지국장 가토 다쓰야를 고발하였다. 이후, 서울중앙지검은 산케이신문의 주장이 사실무근이라고 결론 내리고, 허위사실 유포혐의 등으로 가토 다쓰야를 기소하였다.
6월, 문창극 국무총리 후보자 파동 발생 시 박지원 새정치민주연합 의원이 '만만회'가 정권 실세라는 의혹을 제기하였다. '만만회'는 청와대 이재만총무비서관, 대통령 동생 박지만 씨, 정윤회를 합쳐서 만든 조어이다. 또한, 정윤회가 서울고등학교를 졸업하였고, 서울고등학교를 졸업한 문창극을 국무총리로 청와대에 추천하였다는 의혹이 제기되기도 했다. 그러나 정작 정윤회는 서울고 인근의 보인상고를 졸업한 것으로 밝혀졌다.

### 조응천과 박관천
조응천은 검사로 재직하던 1993년 박지만의 마약 수사 중 박지만을 알게 되었다. 2005년 변호사로 개업해 김앤장에서 활동하던 조응천은 2011년 박근혜 캠프에 합류하면서 박지만을 다시 만나게 된다. 조응천은 박근혜의 대통령 당선 뒤 공직기강비서관으로 임명되었고, 박관천은 이때 경찰에서 파견된 공직기강비서관실 행정관이었다. 2014년 4월 2일과 4월 4일, 세계일보에 금품, 향응을 받거나 근무지 이탈, 공금 유용, 이적 단체 가입 등의 비위를 저지른 10명의 행정관 중 대부분이 처벌 없이 원 소속부처로 복귀했다는 기사가 나왔으며, 이에 조응천은 문서 유출에 책임을 지고 공직기강비서관직에서 사임했다.
박관천은 2013년 4월 공직기강비서관실 행정관으로 청와대에 파견되기 전, 경찰청 지능범죄수사대장으로 여러 뇌물사건에서 성과를 올렸다. 하지만 박관천은 2014년 3월, 1년도 채 안 되는 청와대 근무를 마치고 경찰로 복귀하였고, 복귀 후 승진을 예상하고 남산에 있는 정보분실에 박스 등의 짐을 갖다 놨으나 기대가 좌절되자 이 짐을 자신의 근무지인 서울 도봉경찰서 정보과로 옮겼다.

## 같이 보기
- 박근혜-최순실 게이트
- 청와대 특별감찰반 비위 의혹